# Hohnbeer

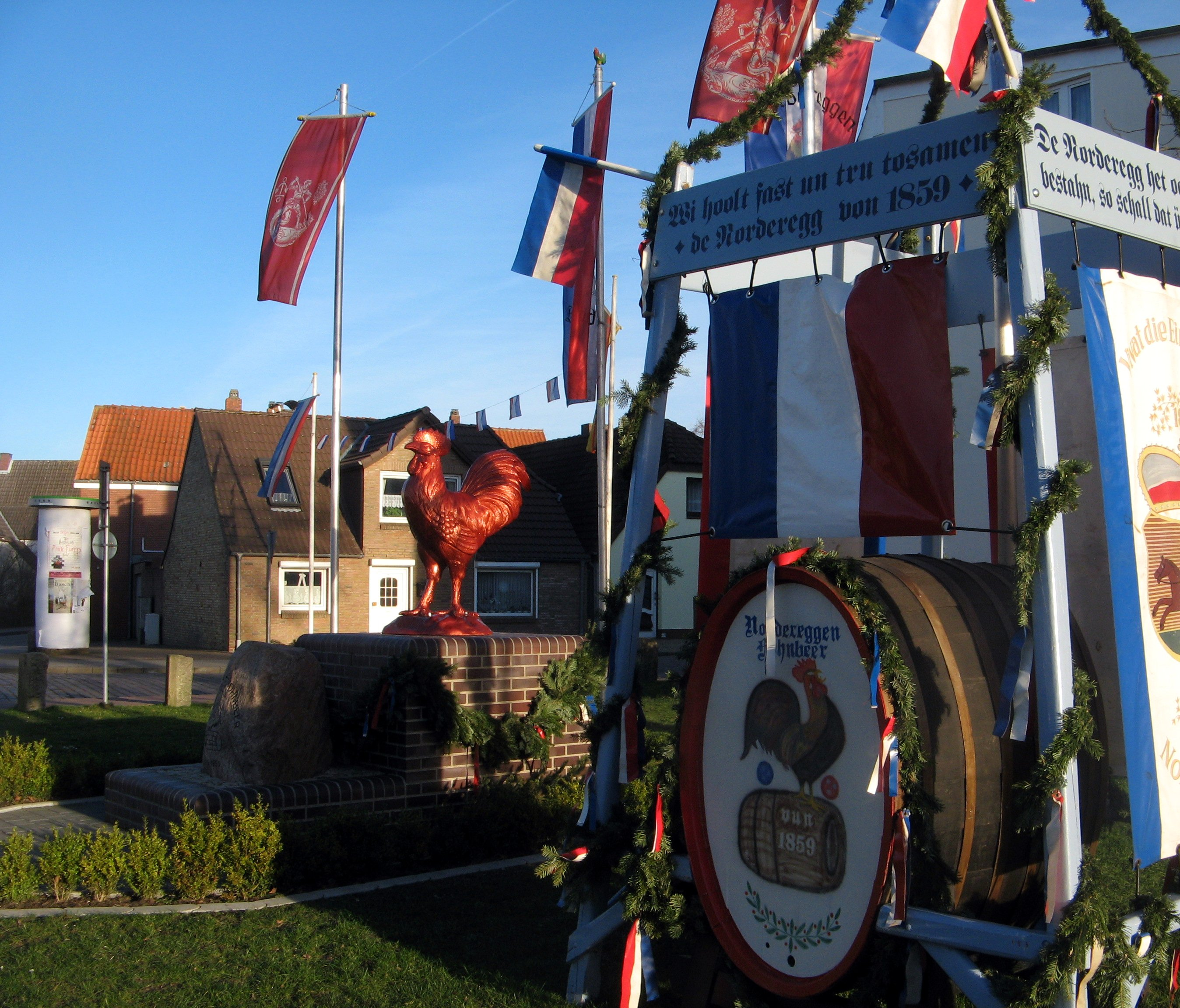
Symbol der Norderegge und der namensgebende Hahn

Hohnbeer ist ein jährlich am Ende des Winters stattfindendes Fest in Heide (Holstein). In dieser Zeit feiern die drei sogenannten Eggen (Ortsteile von Heide) den Gemeinschafts- und Familiensinn und die plattdeutsche Muttersprache. Die Festlichkeiten ziehen sich über mehrere Wochen hin und enden an drei Samstagen. Während die Eggen selbst bis ins Mittelalter zurückgehen, existiert Hohnbeer seit der Mitte des 19. Jahrhunderts.

## Name
Das „Beer“ von Hohnbeer bedeutet nicht Bier, wie man irrtümlich meinen könnte. Beer ist das plattdeutsche Wort für Fest; also ein Fest, wo der Hahn als Freiheits- und Fruchtbarkeitssymbol im Mittelpunkt steht. Dieses Fest geht auf einen Brauch in Schleswig-Holstein, besonders Dithmarschen und Stapelholm zurück, bei dem man einen lebendigen Hahn in eine Holztonne sperrte. Die Feiernden bewarfen diese Tonne mit Knüppeln oder Steinen, um die Tonne zu zerstören und dem Hahn seine Freiheit wiederzugeben. Überlebte der Hahn diese Tortur, war dies ein Zeichen für Glück und Erfolg im folgenden Jahr.
Im Jahr 1841 beschlossen Eggenbrüder der Norder-, Süder- und Österegge ein Gemeinschaftsfest, welches das Zusammengehörigkeitsgefühl der Menschen fördern sollte, zu gründen. Sie gaben diesem Fest den Namen Hohnbeer. Der Bauer und Holzpantoffelmacher Jacob-Peter Claußen, genannt „Peter Bur“ (Süderegge), der Lehrer und Dichter Klaus Groth (Österegge) und Andreas Stammer (Norderegge) waren die verantwortlichen Eggenbrüder. Anstatt einen Hahn in ein Holzfass einzusperren, wurde er als Symbol auf ein Fass gestellt und das Bosseln (ein norddeutscher Sport) eingeführt.
Die plattdeutsche (niederdeutsche) Sprache war zu Beginn des 19. Jahrhunderts die Sprache der armen Leute und daher nicht gesellschaftsfähig. Dies änderte sich erst durch den Heimatdichter Klaus Groth von der Österegge, der in seinem Werk Quickborn (1852) die plattdeutsche Sprache auch als mögliche Literatursprache etablierte.
Seit nunmehr über 170 Jahren wird Hohnbeer zur Pflege und Förderung des Gemeinschaftssinns und der Erhaltung der plattdeutschen Muttersprache in jedem Jahr im Februar – heute an drei aufeinanderfolgenden Samstagen – von den Eggen gefeiert. Der Hahn auf der Tonne wurde zum Symbol aller drei Heider Eggen. Süderegge und Österegge führen ein Straßenboßeln durch und in der Norderegge wirft man mit Boßelkugeln nach einem Holzhahn in einer Holztonne.

## Die Eggen

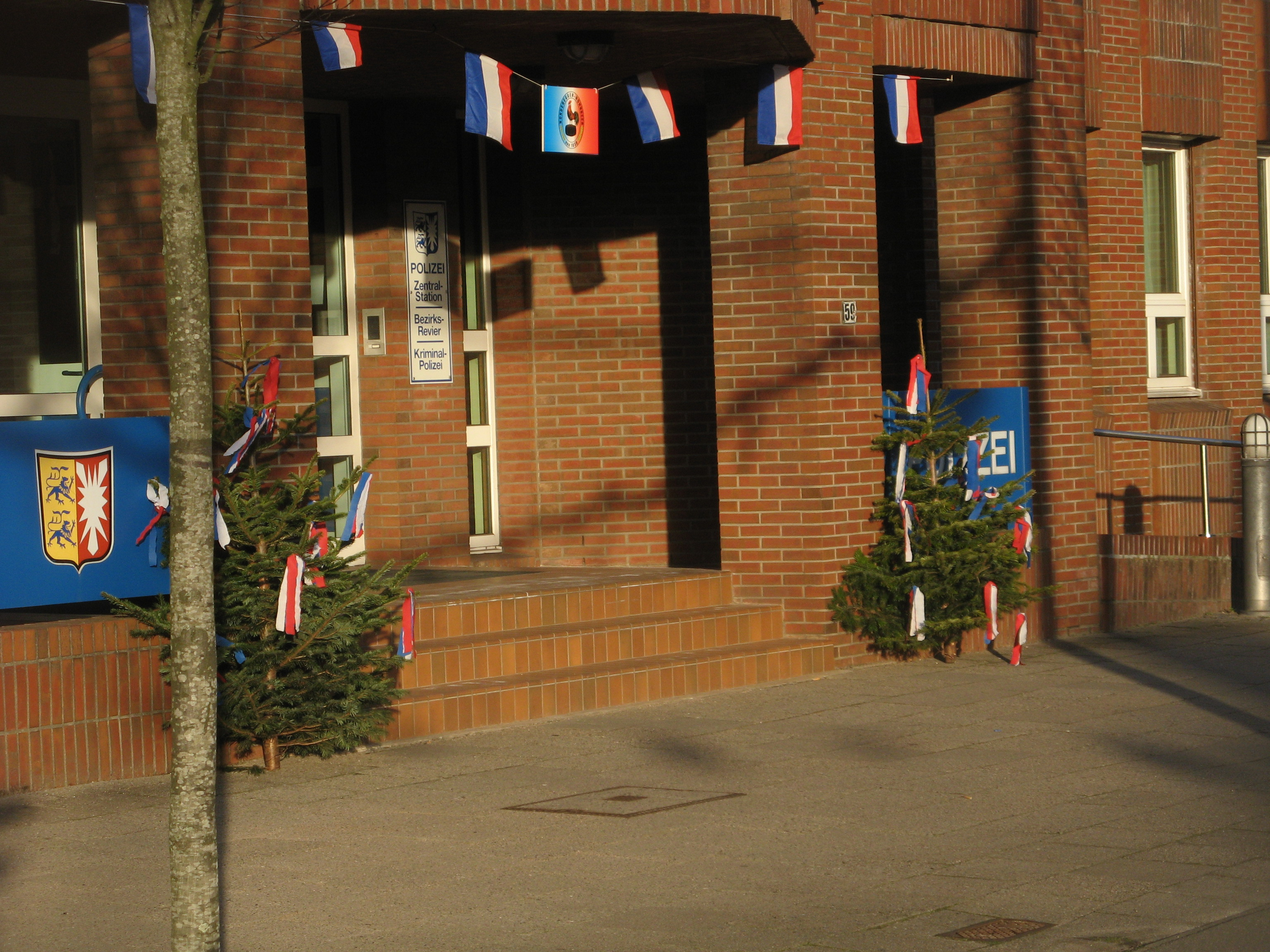
Die Eggen vertreten einen Stadtteil. Viele Gebäude im Stadtteil, wie hier die Polizei, sind am Umzugstag geschmückt.

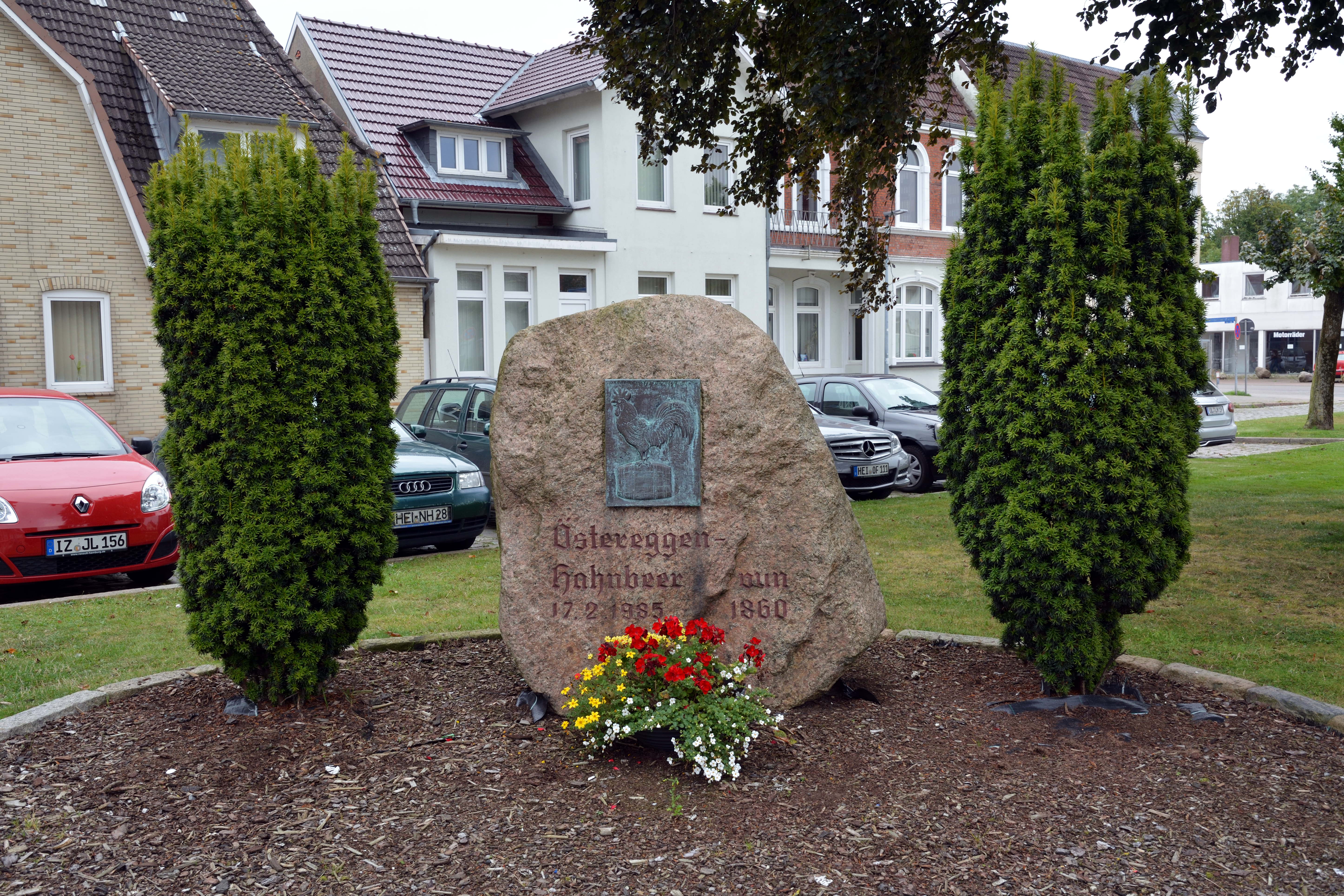
Gedenkstein für das Fest in Heide

Im Jahre 1462 wurden die Eggen zum ersten Mal schriftlich erwähnt. Heide bestand demnach im Mittelalter aus vier Eggen. Die Eggen (Ortsteile) erhielten ihren Namen nach der jeweiligen Himmelsrichtung. Die Norder-, Süder- und Österegge bestehen bis zum heutigen Tag, die Westeregge hingegen gab es nur kurze Zeit. Um 1560 hatte Heide etwa 1500 Einwohner (darunter 60 Bauern) in 240 Haushaltungen. Bis zur Verleihung der Stadtrechte am 7. Juli 1870 bestand der damalige Flecken Heide aus den drei Eggen als selbständigen Teilgemeinden. Die Eggen waren ursprünglich Feldgemeinschaften, die als selbständige Gemeinwesen mit Meent-Land (Gemein-Land) und mit Meent-Werk (Gemein-Werk) mit einem Eggenvorsteher, der zugleich Protokoll- und Rechnungsführer war, verwaltet wurden.

## Der Festtag
Morgens um 06:00 Uhr treffen sich die Eggenbrüder in ihren traditionellen Garderoben in ihrem Eggenlokal. Alle Aktiven tragen einen schwarzen Zylinder, den schwarzen Mantel, den schwarzen Anzug und das „Wittwark“ (Weißwerk), das weiße Hemd, die weiße Fliege, die weißen Handschuhe und den weißen Schal.
Das Schleswig-Holstein-Lied ertönt und danach marschieren die Züge ab 06:30 Uhr auf den festgelegten Routen zu ihren Umtrunk- und Einkehrstellen. Dem Zug voraus läuft jeweils der Föhrer in Begleitung eines Gendarms als Geleitschutz, dahinter die Musikkapelle, die Fahnenabordnung und die Vorstandsmitglieder, Aktiven und Gäste. Am Schluss des Zuges marschieren die beiden Kretler, die dafür Sorge tragen, dass der gesamte Zug sich vorbildlich verhält, sauber marschiert und dass der Zeitplan minutengenau eingehalten wird. Mittags treffen sich alle Ehrenzüge und marschieren gemeinsam zum Mittagessen. Mit einer Erbsensuppe stärken sich die Eggenbrüder zusammen mit den geladenen Gästen und Abordnungen der anderen beiden Eggen und bereiten sich so auf den Boßelwettkampf vor.
Nach dem Boßeln folgt der große Festumzug. Der Festumzug durch die jeweilige Egge endete bis vor einigen Jahren am Ball- und Konzerthaus Tivoli. Im großen Saal findet dann die Kaffeetafel (Festkommers) statt. Es werden Festreden gehalten, die Jubilare und Boßelsieger werden geehrt und es wird kräftig gekretelt. Die Norder- und die Süderegge feiern heute im Stadttheater und die Österegge in der Alten Druckerei. Am Abend folgt dann zum Abschluss des Festtages ein Festball.